# Ridderschap van Holland (schip, 1681)
De Ridderschap van Holland was een retourschip voor de handel met Oost-Indië. Het behoorde tot de grootste klasse van koopvaarders van de Vereenigde Oostindische Compagnie (VOC).
In 1694 voer het schip op haar vijfde reis naar Batavia (nu Jakarta, Indonesië), maar heeft haar bestemming nooit bereikt. Na het vertrek vanaf Kaap de Goede Hoop werd nooit meer iets van de Ridderschap vernomen. Vermoedelijk heeft het schipbreuk geleden voor de westkust van Australië.
Op 11 juli 1693, vertrok de Ridderschap vanuit de Wielingen op een reis naar Batavia. Zij kwam aan op de Kaap de Goede Hoop op 9 januari 1694 en bleef daar tot 5 februari. Ze zeilde daarvan weg met een bemanning van ongeveer 300 manschappen en twee passagiers. 
Eigentijdse geruchten suggereerden dat de Ridderschap een mast verloor na haar vertrek uit de Kaap, langzaam naar het noorden voer en een prooi werd van piraten uit Fort Dauphin, in de zuidoostelijke hoek van Madagaskar. Echter, Abraham Samuel, de piraat die volgens de geruchten daarvoor verantwoordelijk was, werd pas in dit gebied actief rond 1697.
In 1697 werd Willem de Vlamingh uitgezonden om met drie schepen naar de Ridderschap van Holland te zoeken op Île Saint-Paul en Île Amsterdam, en vervolgens langs de westkust van Australië. Er werd niets gevonden. Twee jaar later gingen twee schepen op zoek naar de Ridderschap tijdens een bezoek aan Madagaskar, maar zonder succes. Het is waarschijnlijk dat de Ridderschap van Holland is gestrand op de Pelsaert Group van de Houtman Abrolhos-eilanden voor de kust van West-Australië. 
De bemanning van een latere Oost-Indiëvaarder, de Zeewijk, die op Pelsaert Island strandde in 1727, ontdekte op het eiland de resten van een Nederlands schip van ongeveer de juiste ouderdom, samen met tal van voorwerpen, zoals flessen, die suggereren dat een deel van een gestrande bemanning langere tijd had overleefd. John Lort Stokes, kapitein van de HMS Beagle, zag deze voorwerpen in 1840. 
Algemeen wordt verondersteld dat ze afkomstig waren van de Ridderschap van Holland, hoewel het mogelijk is dat ze afkomstig zijn van de Fortuyn, die in 1724 verdween maar waarschijnlijk is vergaan in de buurt van de Cocoseilanden. 
Alle archeologische overblijfselen zijn vernietigd door guano-mijnbouw op het eiland aan het begin van de twintigste eeuw, waardoor identificatie van het wrak niet meer mogelijk is.
Aagtekerke · Akerendam · Amsterdam · Arnhem · Batavia · Bleijenburg · Concordia · De Dry Heuvels · De Dry Papegaijtiens · Dromedaris · Duyfken · Eendracht · Eendraght · Fortuyn · Geldermalsen · Gouden Buys · Goudriaan · 't Gulden Zeepaert · Halve Maen · Hof van Zeelandt · Hollandia · Landskroon · Leeuwin · Magdalena · Mauritius · Meermin · Midloo · Negotie · Nieuw Hoorn · Nieuwvliet · Nijenburg · Oude Zijpe (1711) · Oude Zijpe (1740) · Prins Willem · Rarop · Ravenstein · Ridderschap van Holland · Saerdam · Schiedam · Valkenbos · Vergulde Draeck · 't Vliegend Hert · Voetboog · Wapen van Amsterdam · 't Wapen van Hoorn · Westerbeek · Wimmenum · Zuytdorp · Zeewijk